# Stanisław Stasiaczek

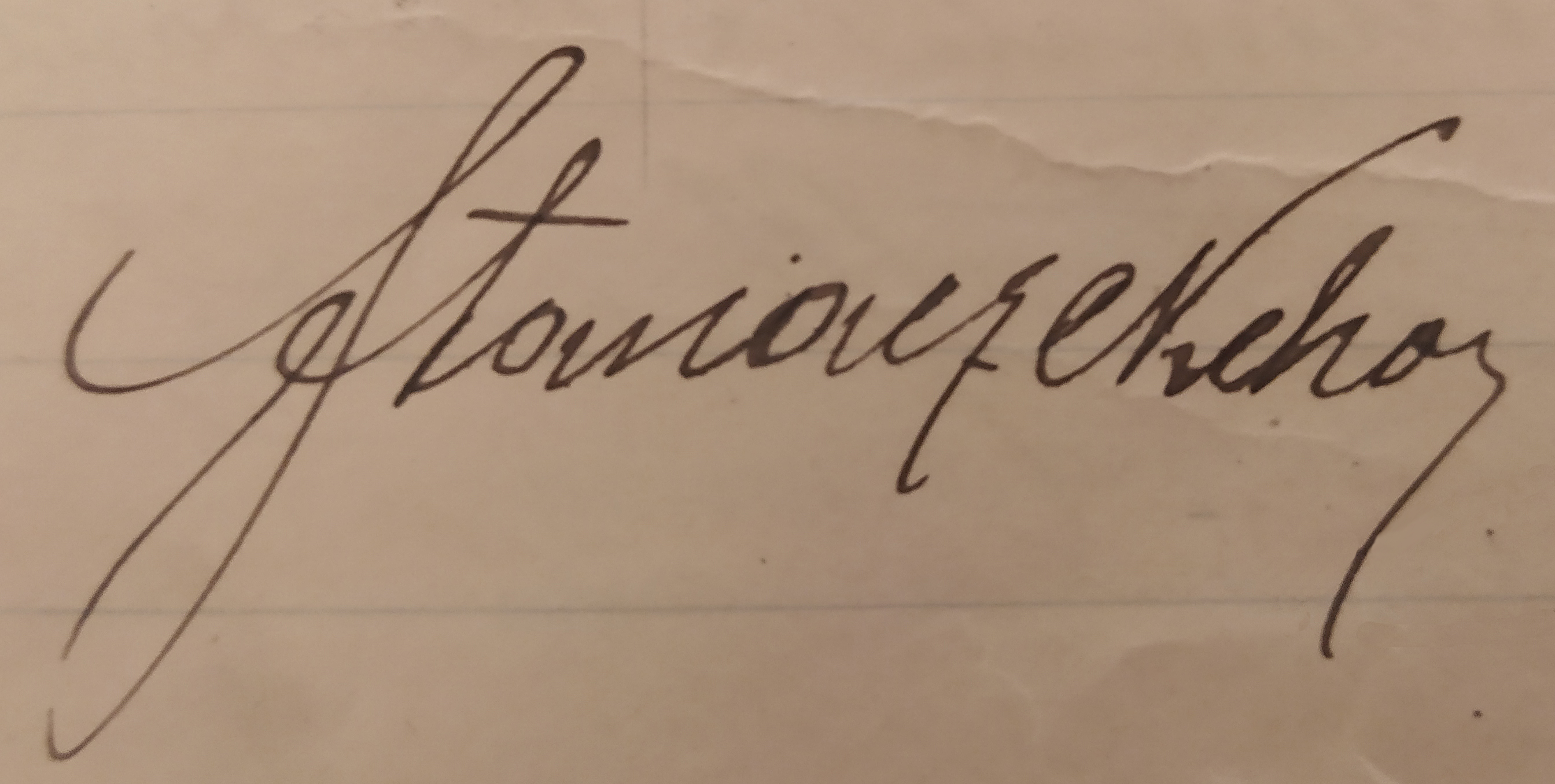
Podpis Stanisława Stasiaczka.

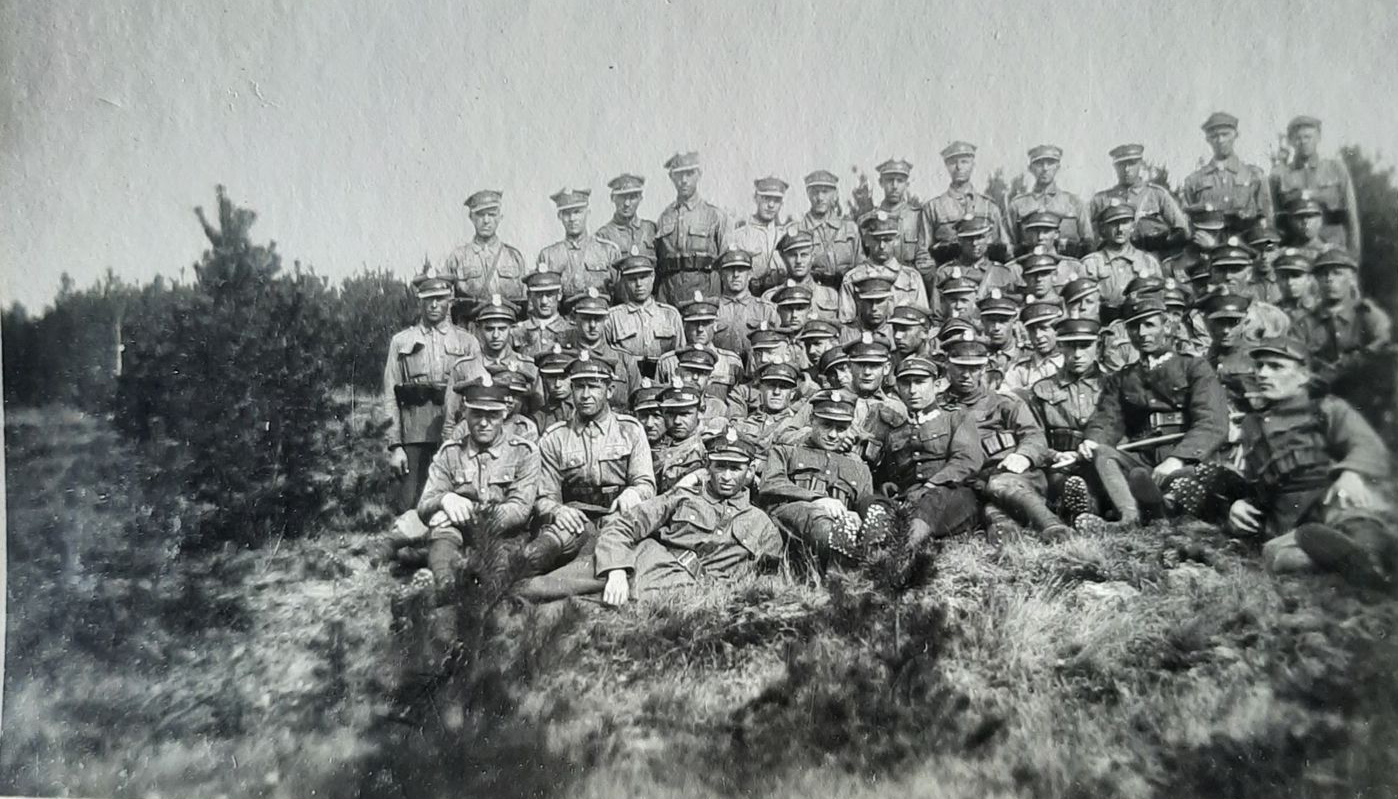
1 kompania 14 pp w maju 1926. Chorąży Stanisław Stasiaczek siedzi drugi z prawej w I rzędzie.

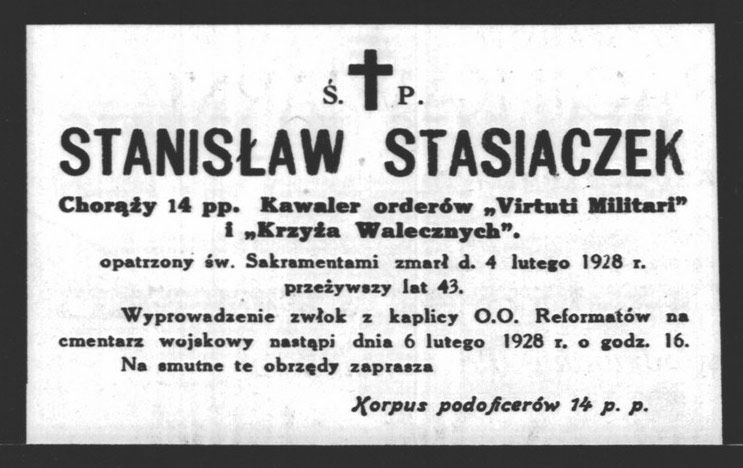
Nekrolog chor. Stanisława Stasiaczka.

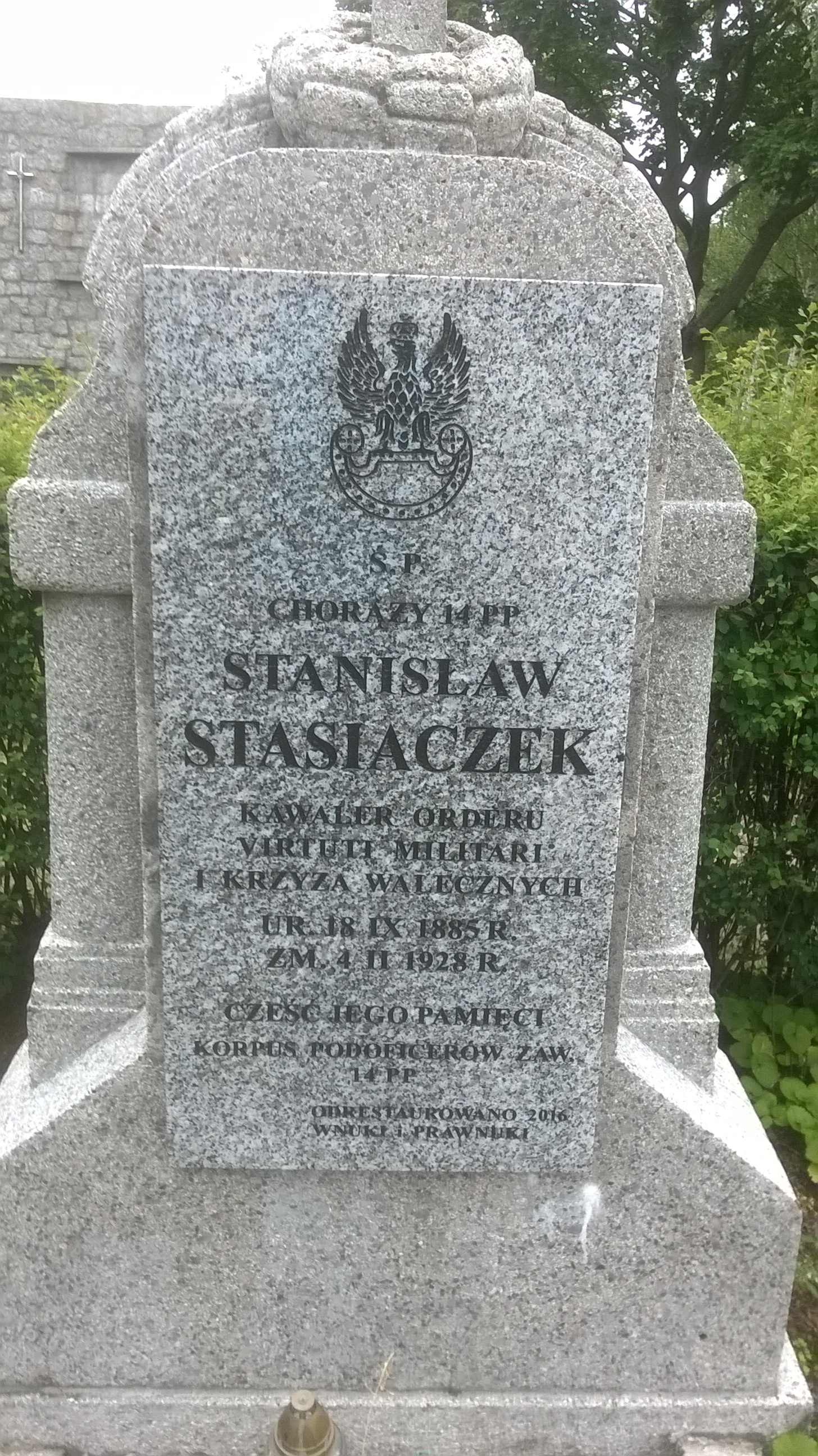
Grób chorążego Stanisława Stasiaczka na włocławskim cmentarzu.

Stanisław Stasiaczek (ur. 18 września 1885 w Krysowicach, zm. 4 lutego 1928 we Włocławku) – chorąży piechoty Wojska Polskiego, kawaler Orderu Virtuti Militari.

## Młodość
Urodził się 18 września 1885 w Krysowicach, w ówczesnym powiecie mościskim Królestwa Galicji i Lodomerii, w rodzinie Michała i Heleny z domu Jop. Ukończył cztery klasy szkoły ludowej (powszechnej), w cywilu pracował jako rolnik.

## Służba w cesarsko-królewskiej Obronie Krajowej
Od dnia 1 października 1908 roku służył w stopniu szeregowego w cesarsko-królewskiej Obronie Krajowej, w 34 pułku piechoty Obrony Krajowej. Od lutego 1909 r. zajmował stanowisko dowódcy sekcji. 26 czerwca 1909 r. awansowany do rangi kaprala, zaś 23 marca 1910 roku do stopnia plutonowego. W okresie od marca 1910 roku do marca 1912 r. piastował funkcję zastępcy dowódcy plutonu. W dniu 4 października 1911 roku został przyjęty w stan podoficerów zawodowych.
W roku 1912 odbył 5-miesięczny kurs w szkole strzelniczej w pobliżu Wiednia, a w roku następnym ukończył szkolenie szermiercze w Budapeszcie.
Po powrocie do macierzystego pułku awansował z dniem 4 sierpnia 1914 r. do stopnia sierżanta i na stanowisku szefa pododdziału wyruszył wraz z pułkiem na front rosyjski. 11 stycznia 1916 r. awansowano go do rangi sierżanta sztabowego i przeniesiono na stanowisko dowódcy plutonu. Z dniem 21 lutego 1917 roku awansowany na chorążego (zastępcę oficera), nadal dowodził plutonem.
Na froncie przebywał do 31 października 1918 roku, biorąc udział we wszystkich bitwach swego pułku. Walczył przeciw wojskom Imperium Rosyjskiego, Królestwa Serbii i Królestwa Czarnogóry. Ostatnie walki w szeregach c. k. Pułku Strzelców Nr 34 stoczył na froncie albańskim. Za dzielność odznaczony został Medalami Waleczności i Krzyżem Wojskowym Karola.

## Służba w Wojsku Polskim
W dniu 5 grudnia 1918 r. zgłosił się ochotniczo do odrodzonego Wojska Polskiego i otrzymał przydział do 9 pułku piechoty, przemianowanego wkrótce na 14 pułk piechoty. W szeregach 1 kompanii polowej wziął udział we wszystkich walkach 14 pułku piechoty. W randze chorążego dowodził plutonem podczas wojny polsko-ukraińskiej (między innymi w walkach o Przemyśl) i wojny polsko-bolszewickiej. W czasie bitwy pod Wołonutą (23 maja 1920 r.) 1 kompania 14 pp wyrzuciła bolszewików z zajmowanych przez nich pozycji i ruszyła w pościg za nieprzyjacielem. Na skraju lasu spotkała się jednak z silnym kontrnatarciem wroga. Znajdujący się na lewym skrzydle kompanii chor. Stasiaczek ze swoim plutonem z niezwykłą brawurą ruszyli do szturmu na bagnety. Przełamali linię nieprzyjacielską i wyszli na jej tyły, a zagrożony wróg rozpoczął paniczny odwrót zostawiając kilkunastu zabitych i wielu jeńców. Duża liczba bolszewików odniosła rany.
Z dniem 6 sierpnia 1920 r. został zatwierdzony w charakterze podoficera zawodowego, co ogłoszono w Rozkazie Dowództwa Okręgu Generalnego Łódź Nr 25/21 z dnia 23 lutego 1921 roku. Na mocy rozkazu L. 1222 wydanego w dniu 9 września 1920 roku przez Ministra Spraw Wojskowych – gen. por. Kazimierza Sosnkowskiego – został zatwierdzony (jako zastępca oficera byłej armii zaborczej) w stopniu chorążego w piechocie.
Za męstwo wykazane w trakcie bitwy pod Wołonutą, chorąży Stanisław Stasiaczek z 14 pułku piechoty 4 Dywizji Piechoty odznaczony został, dekretem Wodza Naczelnego marszałka Józefa Piłsudskiego L.2861 z dnia 13 kwietnia 1921 r. (opublikowanym w Dzienniku Personalnym Ministerstwa Spraw Wojskowych Nr 16 z dnia 23 kwietnia 1921 r.), Krzyżem Srebrnym Orderu Wojennego Virtuti Militari. Za postawę wykazaną podczas walk z Ukraińcami i bolszewikami (wyróżnił się także podczas walk pod Popieluchą, Kołockiem i Niechoniczami), na mocy Rozkazu Nr 155 Dowództwa 4 Dywizji Piechoty z dnia 18 grudnia 1920 r., odznaczony został również Krzyżem Walecznych.
Po zakończeniu działań wojennych nadal pełnił służbę w 14 pułku piechoty, dyslokowanym do Włocławka. Na początku kwietnia 1921 r. otrzymał zezwolenie na noszenie czterech szewronów – Odznaki za Czas Pobytu na Froncie.
W okresie od 12 grudnia 1921 r. do 12 maja 1922 r. uczestniczył w III. kursie w Centralnej Szkole Podoficerów Zawodowych Piechoty Nr 1 w Chełmnie (był to pierwszy pięciomiesięczny kurs doszkolenia chorążych i pierwszy pięciomiesięczny kurs doszkolenia podoficerów zawodowych). Kurs ten chor. Stasiaczek ukończył z „postępem zupełnie dobrym” i lokatą 22/240.
Po powrocie z kursu został skierowany do 1 kompanii strzeleckiej 14 pp. Z dniem 31 maja 1924 r. został przesunięty do tejże kompanii, ale już w charakterze młodszego oficera. Następnie zajmował stanowisko młodszego oficera pułkowej Szkoły Podoficerskiej (od 21 listopada 1925 r. do 30 marca 1926 r.), a po rozwiązaniu szkoły podoficerskiej został ponownie młodszym oficerem w 1 kompanii strzeleckiej. Z dniem 9 października 1926 roku przesunięty został do 8 kompanii strzeleckiej.
Od 19 maja 1927 r., na mocy orzeczenia lekarskiego, chor. Stasiaczek był zwolniony od zajęć służbowych.
Decyzją z dnia 2 listopada 1927 r., wydaną przez Wojskową Komisję Lekarską (Rewizyjną) przy Dowództwie Okręgu Korpusu Nr VIII w Toruniu, został przeniesiony w stan spoczynku, co ogłoszono w Rozkazie Nr 52/27. Zwolniony definitywnie z wojska został w dniu 31 stycznia 1928 roku, jako zupełnie niezdolny do służby wojskowej (kategoria „E”).

## Śmierć i pogrzeb
Stanisław Stasiaczek zmarł w wyniku choroby dnia 4 lutego 1928 roku. Jego pogrzeb odbył się dwa dni później przy asyście oddziału wojska i orkiestry 14 pp, a udział w nim wzięli między innymi oficerowie i podoficerowie włocławskiego pułku z dowódcą garnizonu, ppłk. Leonem Grotem, na czele. Zwłoki wyprowadzone zostały z kaplicy klasztoru OO. Reformatów, a kondukt żałobny poprowadził ksiądz kapelan Stanisław Murasik. Na trumnie złożono ordery, czapkę i szablę zmarłego.
Chorąży Stasiaczek spoczął na Cmentarzu Komunalnym we Włocławku (sektor: 84D, rząd: 4, grób: 33). Jego nagrobek został odrestaurowany w 2016 roku staraniem wnuków i prawnuków.

## Rodzina
Stanisław Stasiaczek żonaty był z Marią z domu Marek – córką Jana i Agaty (ur. 25 stycznia 1895 w Krysowicach, zm. 29 grudnia 1979 w Bolesławcu). Związek małżeński zawarli dnia 24 lipca 1921 roku, a narodziło się z niego trzech synów oraz córka. W dniu 6 stycznia 1924 r. przyszedł we Włocławku na świat Tadeusz Stanisław – z wykształcenia lekarz weterynarii (zmarł w Bolesławcu dnia 24 października 2010 roku). Dnia 2 grudnia 1925 r. we Włocławku narodził się Emilian Antoni, który zmarł tamże 16 lipca 1926 roku. Najmłodszym synem był urodzony 18 lipca 1927 roku we Włocławku Edmund Marian, zmarły w młodym wieku na gruźlicę kości. Córką Stanisława i Marii była zmarła w dniu 1 marca 1923 r. Janina Helena (dziewięć dni licząca).

## Ordery i odznaczenia
- Krzyż Srebrny Orderu Wojskowego Virtuti Militari nr 2488[16][32]
- Krzyż Walecznych nr 1474[33][20]
- Medal Pamiątkowy za Wojnę 1918–1921[34]
- Gwiazda Przemyśla[34][13]
- Odznaka pamiątkowa „Orlęta”[35]
- Srebrny Medal Waleczności 1 klasy[36]
- Brązowy Medal Waleczności[36]
- Krzyż Wojskowy Karola[36]
- Odznaka za Czas Pobytu na Froncie (4 szewrony)[25]